# Antonello Folco Biagini
Antonello Folco Biagini (Foligno, 10 marzo 1945) è uno storico italiano.

## Biografia
Dopo la laurea ha iniziato la carriera nel mondo universitario intervallando ricerca scientifica e attività didattica, svolte nelle Università di Perugia, Messina, Roma "La Sapienza", Roma “S. Pio V”, Roma “Lumsa”.  L'insegnamento principale è stato quello di Storia dell'Europa orientale, per il quale può vantare due lauree honoris causa dell'Università di Seghedino e di Târgu Mureș (Romania).
La produzione scientifica è fondamentalmente basata su opere di carattere storico-militare, nelle quali la fonte originale è costituita dalla documentazione presente presso l'Ufficio Storico dello Stato Maggiore dell'Esercito Italiano; attraverso questa tenta di spiegare una complessità che necessiterebbe ulteriori approfondimenti. L'attenzione rivolta alle vicende dell'Europa Orientale lo ha inserito in una serie di progetti rivolti all'integrazione e alla cooperazione tra i paesi (appartenenti alle precedenti esperienze asburgiche, ottomane e sovietiche) di recente o di possibile adesione all'Unione europea, spostando così l'interesse dal piano storico a quello più geopolitico.
L'attività di promozione interculturale tra i popoli si è sviluppata attraverso alcuni incarichi in Italia e all'estero, tra cui quello di direttore del Centro interuniversitario degli studi ungheresi in Italia (CISUI), di coordinatore nazionale del progetto strategico CNR II sistema Mediterraneo e di coordinatore del corso di formazione per diplomatici dell'Europa centro-orientale e di quelli dell'Argentina. È membro della Commissione Italiana di Storia Militare e del Comitato Scientifico della rivista Geopolitica Per il biennio 1997-1999 è stato presidente della Società Italiana di Storia Militare.
Dal 2008 al 2013 è stato prorettore per la Cooperazione e Rapporti Internazionali dell'Università “La Sapienza”. Dal 2013 al 2014 è stato Prorettore Vicario dello stesso ateneo. Dal 2015 al 2016 è stato Prorettore agli Affari generali della Sapienza. Ha inoltre preso parte a numerose commissioni per concorsi di ricercatore, professore associato e professore ordinario del settore MSTO-03, Storia dell'Europa Orientale, sempre come presidente. Alla sua politica accademica si deve l'attuale organigramma della materia.
Dal novembre 2015 al 31 gennaio 2021 è stato presidente della Fondazione Roma Sapienza.
Nel 2017 è stato nominato Professore Emerito di Storia dell'Europa Orientale della Sapienza. Dal 1º novembre 2018 al 31 ottobre 2023 ha ricoperto il ruolo di Rettore dell’Università degli studi di Roma Unitelma Sapienza, succedendo al Prof. Francesco Avallone.

## Opere principali
- La riorganizzazione dell'esercito pontificio e gli arruolamenti in Umbria fra il 1815 e il 1848-49, Roma, Istituto per la storia del Risorgimento italiano, 1974
- Italia e Turchia (1904-1911) : gli ufficiali italiani e la riorganizzazione della gendarmeria in Macedonia, Roma, USSME, 1977
- I rapporti tra l'Italia e il Montenegro durante la prima guerra mondiale, 1914-1918, Roma, Istituto per la storia del Risorgimento italiano, 1981
- Momenti di Storia Balcanica (1878-1914), Roma, USSME, 1981
- In Russia tra guerra e rivoluzione. La Missione militare italiana (1915-1918), Roma, USSME, 1983
- Mezzo secolo di socialismo reale: l'Europa orientale dal 1945 ad oggi, (manuale, con Francesco Guida), Giappichelli, Torino 1994 e 1997 (tradotto anche in spagnolo e in polacco)
- Storia dell'Albania: dalle origini ai giorni nostri (manuale), Milano, Bompiani, 1999 e 2007 (tradotto anche in albanese)
- Storia della Turchia contemporanea (manuale), Milano, Bompiani, 2002 e 2005 (tradotto anche in turco e romeno)
- Storia della Romania contemporanea (manuale), Milano, Bompiani, 2004
- Storia dell'Ungheria contemporanea (manuale), Milano, Bompiani, 2006